# Åke Hodell - från stridspilot till rebellisk konstnär
Åke Hodell - från stridspilot till rebellisk konstnär var en konstutställning med verk av den anti-militaristiska konstnären Åke Hodell som visades på Flygvapenmuseum 9 november 2013 till 30 mars 2014. 
År 1941 störtade ett militärflygplan på ett fält utanför Eslöv. I vraket satt stridspiloteleven Åke Hodell fastklämd. Hans svåra skador medförde att han inte var kapabel att flyga mer. Istället blev han konstnär, författare och poet. Genom sitt verk blev han en centralfigur inom den konkreta poesin, som växte fram i avantgardistiska kretsar i Sverige under 1950- och 60-talen. Multikonstnären Hodell experimenterade fritt med bild, teater, litteratur och ljudkonst. Genom att blanda humor och allvar tog han ställning mot militarism, fascism, nazism och imperialism.  Utställningen innehöll verken igevär, General Bussig, Orderbuch, CA 36715 (J), Strukturer III, Den svenska och internationella vapenexporten önskas gott nytt år 1969, Mr. Smith in Rhodesia, Mr. Nixon´s Dreams, U.S.S. Pacific Ocean, Lågsniff och Självbiografi. I utställningen visade även arkivmaterial från hans haveri som var en viktig utgångspunkt i hans konstnärskap.